# Raymond Hood
Pour les articles homonymes, voir Hood.
Raymond M. Hood, né le 29 mars 1881 à Pawtucket, Rhodes Island et mort le 14 août 1934, à Stamford, dans le Connecticut, est un architecte américain qui prise les bâtiments de la tendance Art déco. Il poursuit des études au MIT et à l'école des Beaux-Arts de Paris. Il travaille souvent de concert avec le sculpteur René Paul Chambellan. Il s'associe avec John Mead Howells pour créer l'agence Hood & Howells qui conçoit des gratte-ciel de style Art déco, dont la célèbre Tribune Tower à Chicago en 1925 avec le français J. André Fouilhoux.

## Réalisations
- American Radiator Building, aussi connu sous le nom d'American Standard Building, New York, 1924
- Tribune Tower, Chicago, 1925
- Daily News Building, New York 1930
- Rockefeller Center, New York, 1933-37
- McGraw-Hill Building, New York 1934